# Letland op de Olympische Zomerspelen 1928
Letland nam deel aan de Olympische Zomerspelen 1928 in Amsterdam, Nederland. Net als vier jaar eerder won het geen medailles.

## Deelnemers en resultaten

### Atletiek
| Olympiër          | Discipline       | Resultaat | Prestatie                           |
| ----------------- | ---------------- | --------- | ----------------------------------- |
| Artūrs Gedvillo   | 5000m (m)        | 7e        | serie 1: 2de in 15.03,0 finale: 7de |
| Artūrs Gedvillo   | 10000m (m)       | 15e       |                                     |
| Vilis Cimmermanis | marathon (m)     | DNF       | niet gefinisht                      |
| Artūrs Motmillers | marathon (m)     | 38e       | 2:56.45                             |
| Jānis Jordāns     | discuswerpen (m) | 12e       | kwalificatie: 12de met 42,78m       |
|                   |                  |           |                                     |
| Zinaida Liepiņa   | 100m (v)         | series    | serie 9: 3de                        |
| Elfrīda Karlsone  | discuswerpen (v  | 14e       | kwalificatie: 14de met 30,60m       |

### Gewichtheffen
| Olympiër        | Discipline  | Resultaat | Prestatie                                                                         |
| --------------- | ----------- | --------- | --------------------------------------------------------------------------------- |
| Kārlis Leilands | +82,5kg (m) | 4e        | drukken: 4de met 110kg trekken: 6de met 105kg stoten: 4de met 140kg totaal: 355kg |

### Wielersport
| Olympiër                                                    | Discipline               | Resultaat | Prestatie                      |
| ----------------------------------------------------------- | ------------------------ | --------- | ------------------------------ |
| Roberts Plūme                                               | sprint (m)               | 11e       | serie 6: 3de herkansingen: 3de |
| Roberts Ozols Zenons Popovs Ernests Mālers Fridrihs Ukstiņš | ploegenachtervolging (m) | 9e        | serie 4: V van Italië          |

### Worstelen
| Olympiër          | Discipline     | Resultaat      | Prestatie                                                                                  |
| Grieks-Romeins    | Grieks-Romeins | Grieks-Romeins | Grieks-Romeins                                                                             |
| ----------------- | -------------- | -------------- | ------------------------------------------------------------------------------------------ |
| Kārlis Pētersons  | -82,5kg (m)    | 8e             | 1ste ronde: V van HUN Szalay 2de ronde: W van YUG Juhasz 3de ronde: V van FIN Pellinen     |
| Alberts Zvejnieks | +82,5kg (m)    | 9e             | 1ste ronde: V van AUT Wiesberger Sr. 2de ronde: W van ARG Briola 3de ronde: V van HUN Badó |

### Zeilen
| Olympiër      | Discipline   | Resultaat | Prestatie |
| ------------- | ------------ | --------- | --------- |
| Kurts Klāsens | 12 voets jol | 11e       | 23 punten |

Argentinië · Australië · België · Brits-Indië · Bulgarije · Canada · Chili · Cuba · Denemarken · Duitsland · Egypte · Estland · Filipijnen · Finland · Frankrijk · Griekenland · Groot-Brittannië · Haïti · Hongarije · Ierland · Italië · Japan · Joegoslavië · Letland · Litouwen · Luxemburg · Malta · Mexico · Monaco · Nederland · Nieuw-Zeeland · Noorwegen · Oostenrijk · Panama · Polen · Portugal · Roemenië · Spanje · Tsjecho-Slowakije · Turkije · Uruguay · Verenigde Staten · Zuid-Afrika · Zuid-Rhodesië · Zweden · Zwitserland